# Michel Brisseau
Pour les articles homonymes, voir Brisseau.
Michel Brisseau était un médecin, né le 2 juin 1676 à Tournai et mort le 22 mars 1743 à Douai.

## Biographie
Michel Brisseau est le fils du médecin Pierre Brisseau (1631-1717). Il obtient son doctorat à l'université de Douai et se fait inscrire au collège des médecins de Tournai comme son père en 1696. 
Se distinguant, Michel Brisseau est nommé professeur d'anatomie et de botanique à la faculté de médecine de Douai. Premier professeur royal de médecine à l'Université de Douai, il en est le recteur magnifique en 1727.
Brisseau devient conseiller du roi de France, médecin-major des hôpitaux du roi en Flandre, médecin-pensionnaire de la ville de Tournai et médecin du duc de Berry.

## Travaux
Spécialiste des yeux, Brisseau est le premier démontré le véritable caractère de la cataracte. Dans des communiqués à l'Académie royale des sciences de Paris (dans la séance du 18 mai 1705), puis dans de publications, il montre que la cataracte est l'opacité totale ou partielle du système lenticulaire de l'œil.
- Nouvelles observations sur la cataracte, lues à l’Académie royale des sciences, le 18 novembre 1705. Tournay, A. Dupuicht, 1706, in-12[1],[2].
- Deuxièmes observations sur la cataracte. Tournay, 1708, in-8°.
- Traité de la cataracte et du glaucome, par M. Brisseau le fils, médecin-major des hôpitaux du roy et pensionnaire de la ville de Tournay. Paris, 1709, in-12. L’ouvrage a été traduit en allemand par J. Casper Sommer et publié à Berlin en 1743, in-8°.
- Lettre touchant les remèdes secrets. Tournay, 1707, in-12.
- Observations faites par M. Brisseau, conseiller du roy, professeur d’anatomie à l’Université de Douay, etc. Douai, 1716, in-8°.
- Dissertations sur les mauvaises et pernicieuses qualités du cuivre dans les ustensiles qui servent à la cuisine et à la pharmacie, et sur les salutaires effets du fer, par Brisseau, Tournay, Joveneau, 1745, in-12.